# Canali
Canali er et italiensk mærke af luksustøj og accessories til mænd. Det sælges via firmaets egne butikker og luksus-stormagasiner i hele verden.

## Historie
Canali blev grundlagt i 1934 af Giacomo Canali og Giovanni Canali som en familieejet virksomhed.
I 1950'erne overgik ejerskabet af Canali til den næste generation af familien. I 1970'erne blev Canali den første italiensk skræddervirksomhed som introducerede mekaniske klippemaskiner. Den første flagskibsbutik blev åbnet i Milano.
I 2010 blev pitcheren Mariano Rivera fra New York Yankees model for Canalis reklamekampagne.
I juni 2013 blev virksomheden ledet af den tredje generation af Canali-familien, og der var omkring 1.700 ansatte. Virksomheden indbefattede syv fabrikker i Italien, hvor der blev produceret omkring 250.000 stykker tøj årligt.
I 2012 blev 87,5% af produktionen eksporteret; omkring 1.400 jakkesæt og 1.600 par bukser blev produceret dagligt.
Canali har forretninger på alle kontinenter.